# Ragnar Ekman
Ragnar Ekman, född 31 december 1901 i Karlskrona, död 2 augusti 1960 i Stockholm, var en svensk tidningsman.
Ragnar Ekman var son till underofficeren Richard Ekman. Efter studentexamen i Karlskrona 1920 blev han samma år redaktionssekreterare i Nordiskt Idrottslif och arbetade därefter vid Smålands Allehanda, Blekinge Läns Tidning, Trelleborgs Allehanda och Sunt Förnuft. År 1926 blev Ekman politisk redaktör i Falu länstidning, 1929 politisk redaktör i Norrköpings Tidningar och 1934 chefredaktör och verkställande direktör för Örebro Dagblad. Han var 1938–1942 chefredaktör för Nya Dagligt Allehanda och från 1942 anställd av Högerns riksorganisation. Ekman innehade flera politiska förtroendeuppdrag och utgav bland annat Hur svenska riksdagen arbetar (1932), Samhället och vi (1936), Den svenska dagspressen (1938) och Samtal med läsekretsen (1943).